# صبير باراغواني
صبير باراغواني (الاسم العلمي:Opuntia paraguayensis) هو نوع من النباتات يتبع جنس الصبير من الفصيلة الصبارية.